# (7069) 1994 YG2
(7069) 1994 YG2 là một tiểu hành tinh vành đai chính. Nó được phát hiện bởi Seiji Ueda và Hiroshi Kaneda ở Kushiro, Hokkaidō, Nhật Bản, ngày 30 tháng 12 năm 1994.